# Bernède
Bernède (gaskonsko Verneda) je naselje in občina v francoskem departmaju Gers regije Jug-Pireneji. Naselje je leta 2009 imelo 218 prebivalcev.

## Geografija
Kraj leži v pokrajini Gaskonji ob reki Adour in njenem levem pritoku Léez, 50 km severno od Pauja.

## Uprava
Občina Bernède skupaj s sosednjimi občinami Arblade-le-Bas, Aurensan, Barcelonne-du-Gers, Caumont, Corneillan, Gée-Rivière, Labarthète, Lannux, Lelin-Lapujolle, Maulichères, Maumusson-Laguian, Projan, Riscle, Saint-Germé, Saint-Mont, Ségos, Tarsac, Vergoignan, Verlus in Viella sestavlja kanton Riscle s sedežem v Riscleju. Kanton je sestavni del okrožja Mirande.

## Zanimivosti
Na ozemlju občine se delno nahaja vinogradniško območje, na katerem se prideluje vino s kontroliranim poreklom Côtes-de-saint-mont.
- župnijska gotska cerkev;